# مایکل هاوکینز (بازیکن بسکتبال)
مایکل هاوکینز (انگلیسی: Michael Hawkins؛ زاده ۲۸ اکتبر ۱۹۷۲) یک بازیکن بسکتبال اهل ایالات متحده آمریکا است.